# Madron (Cornouailles)
Madron est une paroisse civile et un village des Cornouailles, en Angleterre.